# François Repusseau

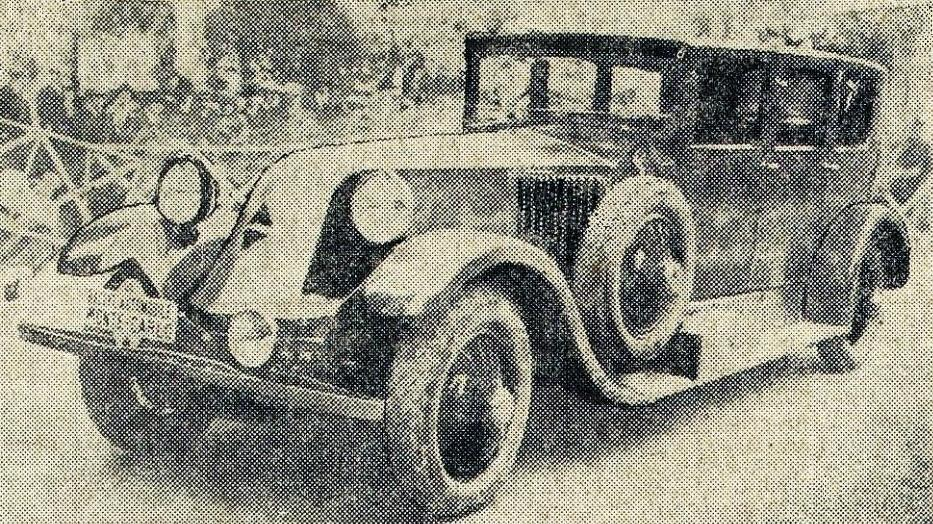
Rallye Monte Carlo 1925, François Repusseau vainqueur sur Renault.

François Repusseau, né le 3 décembre 1878 à Mazangé (Loir-et-Cher) et mort le 2 août 1931 à Vendôme, est un industriel français en automobile, spécialiste de l'accessoire automobile. Pilote de rallye français occasionnel (avec son épouse), il remporta en 1925 le rallye Monte-Carlo pour le constructeur Louis Renault.
Il est le fils de Joseph et Michelle Repusseau. Simple apprenti à 16 ans, il s'établit rapidement carrossier. Il dessina et construit pour Delage en 1909, les carrosseries des modèles Type AB, Type AC, Type AD, Type AE. En 1911, il dessine le moteur six cylindres de la firme, présenté en public en 1913 (version de cylindrée civile: 2 600 cm3), alors que Delage a déjà commencé à réaliser ses propres motorisations en 1909.
Après la Première Guerre mondiale, il effectue un voyage aux États-Unis d'où il revient avec la licence de l'amortisseur à friction.
Il crée plusieurs sociétés dont les Ets Repusseau & Cie, et il commercialise de nombreux brevets (bougie d'allumage Delco, l'amortisseur à friction Hartford, le thermomètre à radiateur, les pare-chocs, les servofreins et le silentbloc qui fera sa réputation et sa fortune). 
Il était propriétaire d'une coquette villa rose ornée de lambrequins blancs au 16 de la rue Joséphine à Croissy-sur-Seine. 
Il a été nommé chevalier de la Légion d'honneur en 1925.
Il est mort dans sa propriété de Vendôme le 2 aout 1931.

## Palmarès
- 4e du rallye automobile de Monte-Carlo: 1925 (copilote; Madame), sur Renault[5] 40 CV Type NM 9 121 cm3 (départ de Tunis, à 4 500 kilomètres de Paris point de ralliement initial);
  - 3e du Grand Prix de la Corse Sport: 1921, sur Turcat-Méry (deuxième son équipier Henri Rougier)[6],[7].

## Article connexe

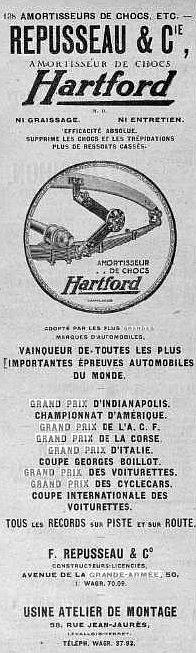
Palmarès des amortisseurs Repusseau-Hartford en 1922.

## Distinctions
- Chevalier de la Légion d'honneur (1925)